# Ruzyně

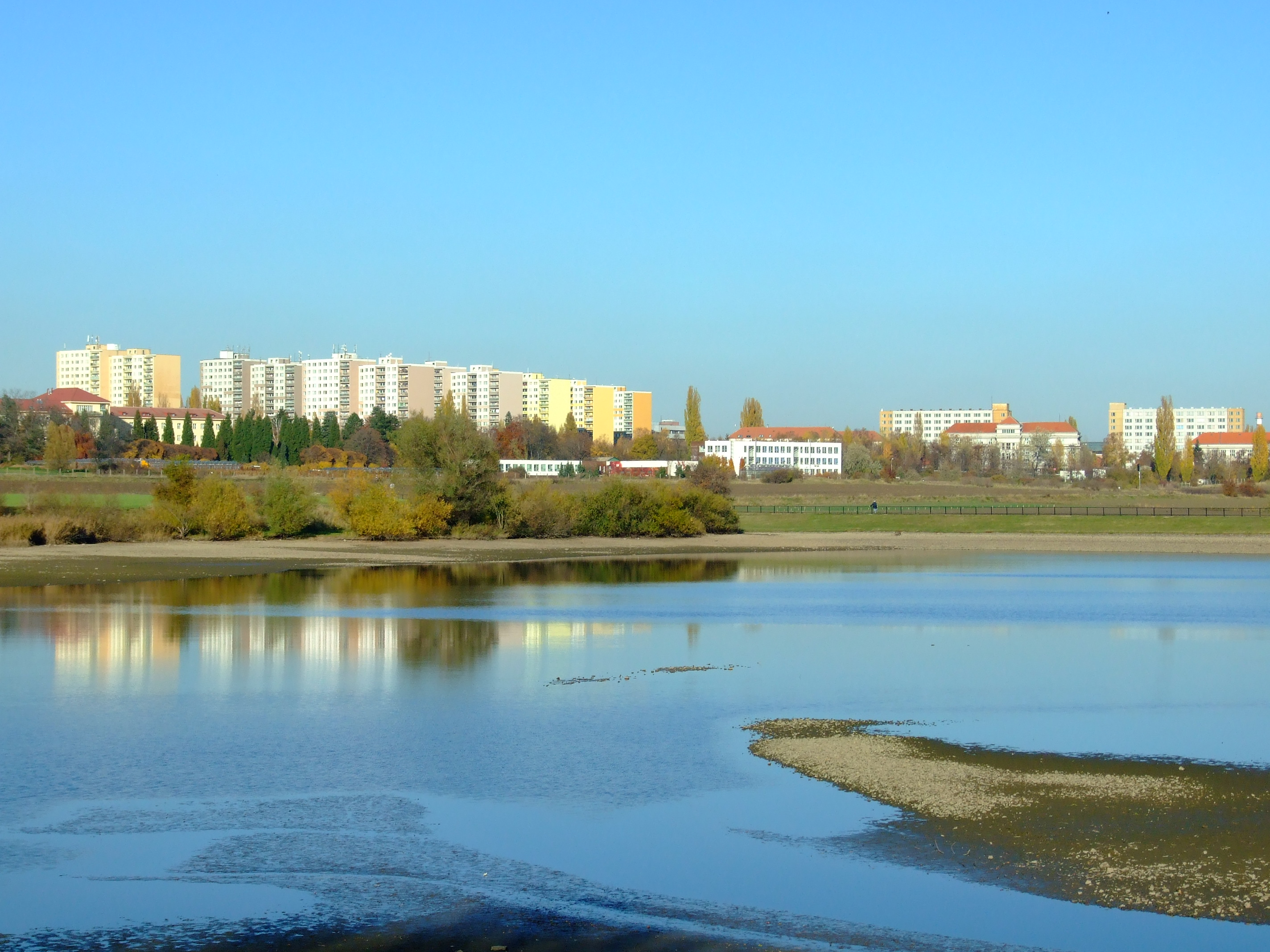
Rückhaltebecken Jiviny

Ruzyně (deutsch Rusin) ist eine Katastralgemeinde am nordwestlichen Rand der tschechischen Hauptstadt Prag. Sie gehört zum Bezirk Prag 6. In Ruzyně befindet sich der internationale Flughafen von Prag.

## Lage
Ruzyně grenzt innerhalb des Stadtgebiets im Osten an Přední Kopanina, Liboc und Břevnov und im Süden an Řepy und Zličín. Im Westen grenzt es an Hostivice und im Norden an Dobrovíz und Kněževes. Durch Ruzyně fließt der Litovický potok, der zwischen Řepy und Ruzyně im Rückhaltebecken Jiviny gestaut wird. 

## Geschichte
Ruzyně wurde zum ersten Mal in der Gründungsurkunde des Stifts Břevnov im Jahr 993 erwähnt. Das Dorf gehörte bis ins Jahr 1420 dem Kloster, danach ging es in den Besitz der Prager Bürger und im 16. Jahrhundert der Prager Burggrafen über. Die Gemeinde Ruzyně wurde 1960 nach Prag eingemeindet und hatte damals knapp 5700 Einwohner.

## Bedeutende Orte

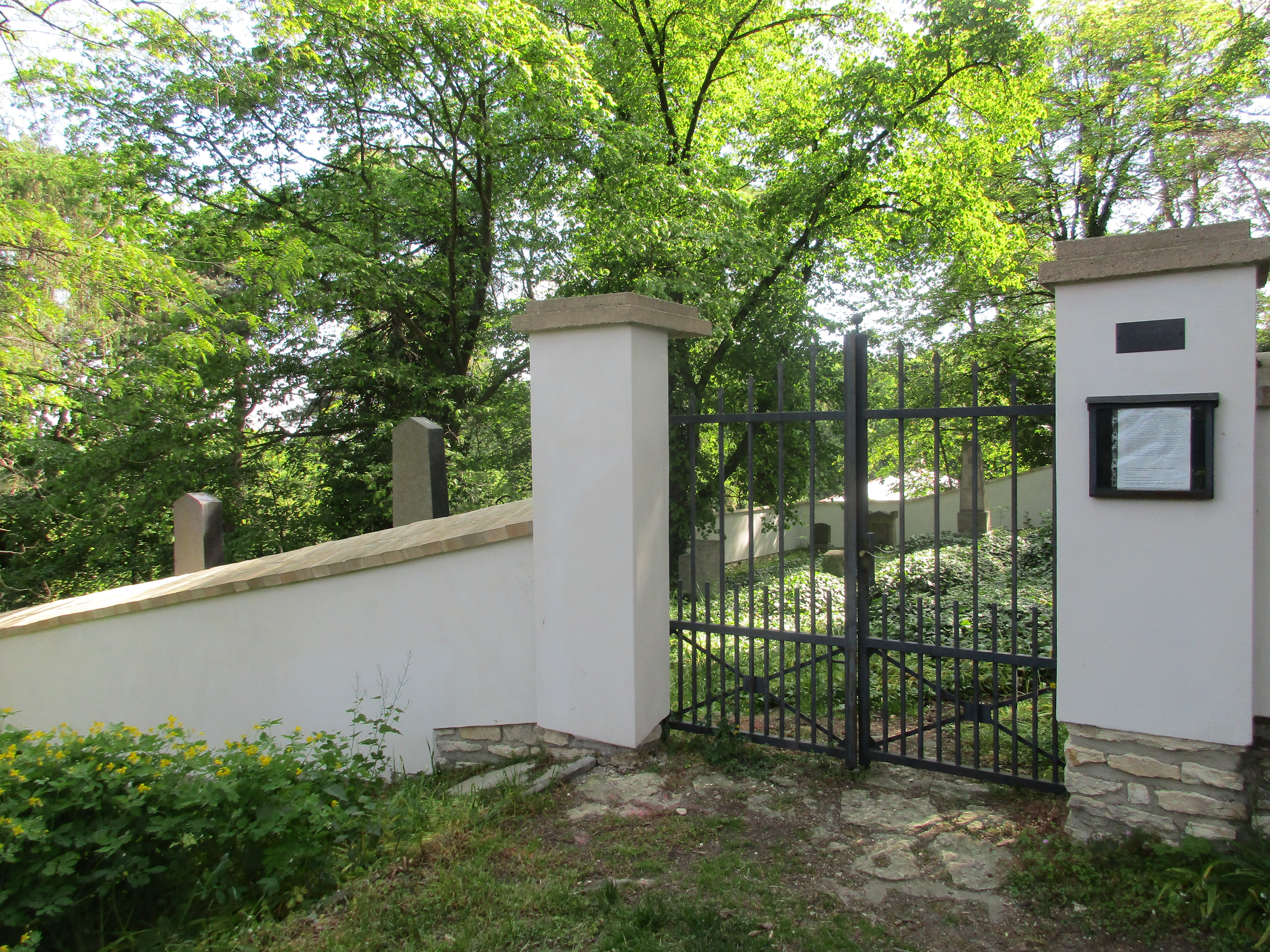
Toleranzfriedhof Ruzyně

- Auf dem Gebiet von Ruzyně liegt der Weiße Berg, der Schauplatz der Schlacht von 1620.

- In Ruzyně befindet sich ein Toleranzfriedhof.

- In der Kaserne Ruzyně wurden am 17. November 1939 im Zuge der Sonderaktion Prag 9 Studentenführer von Einheiten der SS erschossen.

- In Ruzyně befindet sich ein Gefängnis, das 1935 entstand und 1950 erweitert wurde. Bekannt ist dieses Gefängnis aus der Zeit der Schauprozesse der 1950er Jahre und später, als hier viele Dissidenten festgehalten wurden.[3]

## Verkehr
Auf dem Katastralgebiet befindet sich der Václav-Havel-Flughafen Prag, der im Jahr 1937 eröffnet wurde und bis 2012 Flughafen Praha-Ruzyně hieß.
Der 1867 von der Buschtěhrader Eisenbahn in Betrieb genommene Bahnhof Praha-Ruzyně liegt auf der Strecke Praha–Rakovník. 
In Ruzyně schließt die Autobahn D7 an den noch nicht fertiggestellten Prager Autobahnring an.